# I've Got My Own Album to Do
I've Got My Own Album to Do är Ronnie Woods solodebutalbum, utgivet 1974. På skivan medverkar bland andra Keith Richards, Mick Jagger och George Harrison.

## Låtlista
Sida 1
1. "I Can Feel the Fire" – 4:54
2. "Far East Man" (George Harrison/Ronnie Wood) – 4:40
3. "Mystifies Me" – 3:19
4. "Take a Look at the Guy" – 2:33
5. "Act Together" (Mick Jagger/Keith Richards) – 4:25
6. "Am I Grooving You" (Bert Russell/Jeff Barry) – 3:41

Sida 2
1. "Shirley" – 5:21
2. "Cancel Everything" – 4:40
3. "Sure the One You Need" (Mick Jagger/Keith Richards) – 4:12
4. "If You Gotta Make a Fool of Somebody" (Rudy Clark) – 3:34
5. "Crotch Music" (Willie Weeks) – 6:04

- Alla låtar är skrivna av Ronnie Wood om inte annat anges.

## Medverkande
Musiker
- Ronnie Wood – sång (spår 1–10), gitarr (1–11), percussion (1), munspel (6), gitarreffekter (11)
- Keith Richards – gitarr (1, 4–6, 8–10), elektrisk piano (5), piano (5), bakgrundssång (6, 10), percussion (1), sång (5, 9), gitarreffekter (11)
- Willie Weeks – basgitarr (1, 4–6, 8–11), gitarreffekter (11)
- Andy Newmark – trummor (1, 2, 4–11), percussion (1)
- Ian McLagan – orgel (1, 3, 5, 10), elektrisk piano (2, 4), synthesizer (6, 7, 11), piano (9)
- Ross Henderson – steel drums (1)
- Sterling – steel drums (1)
- Mick Jagger – bakgrundssång (1, 6), gitarr (1)
- David Bowie – bakgrundssång (1)
- George Harrison – slidegitarr (2), bakgrundssång (2)
- Mick Taylor – basgitarr (2, 7), elektrisk gitarr (4), elektrisk piano (7), synthesizer (10)
- Jean Roussel – orgel (2), elektrisk piano (8), piano (8)
- Martin Quittenton – akustisk gitarr (3)
- Pete Sears – basgitarr (3), celesta (3)
- Micky Waller – trummor (3)
- Rod Stewart – bakgundssång (3, 4, 10)
- Ruby Turner – balgrundssång (5, 8)
- Ireen Chanter och Doreen Chanter (Chanter Sisters) – bakgrundssång (5, 8)